# Ponç de Gualba
Ponç de Gualba (fallecido en el año 1334 en Barcelona), fue obispo de Barcelona (1303-1334).
Procedía de una familia catalana de linaje conocido desde el siglo XII, hijo de Ponç I de Gualba, sobrino del obispo Guerau de Gualba (1284-1285) y hermano de Arnau, señor de Montnegre, se había educado en Mallorca, lo que habría dado lugar a que algunos autores lo dieran como mallorquín.
Desde la muerte del obispo Bernardo Pelegrí en el año 1300, estuvo vacante tres años la sede, fue consagrado obispo de Barcelona el 5 de septiembre de 1303.
Se encargó de continuar a buen ritmo las obras de la catedral gótica de Barcelona, contratando como arquitecto al mallorquín Jaime Fabre en el año 1317. Entre otras, se realizó bajo su mandato la cripta de Santa Eulalia.
Su mausoleo se encuentra en la capilla de la Transfiguración de la catedral de Barcelona, colocado en el muro izquierdo, en un arcosolio coronado por un calvario realizado por el artista Jaume Cascalls.